# Elkouria Amidane
Elkouria Amidane (Al-Aaiun, 29 de setembre de 1985) és una estudiant sahrauí i activista pels drets humans, militant del Col·lectiu dels Defensors Sahrauís dels Drets Humans (CODESA).
Elkouria Amidane ha dut a terme una lluita no-violenta al llarg dels anys per a l'autodeterminació del Sàhara Occidental i manifestacions pels drets dels estudiants sahrauís contra el Marroc. Elkouria Amidane va rebre el Premi Estudiantil de la Pau el 2009 pel seu treball pels drets humans i el poble sahrauí. Elkouria Amidane va rebre el Premi Democràcia Ordfront al Parlament de Suècia.
Va denunciar que els estudiants sahrauís eren discriminats a l'escola, ja que són reconeguts per la seva llengua materna, hassānīya. Amb l'ajuda d'organitzacions internacionals de drets humans, va difondre videos i fotos que documenten les violacions de drets humans marroquines a la població sahrauí i aquestes informacions han estat publicades per Amnistia Internacional. Amidane i la seva família han estat empresonats i detingudes per les activitats polítiques, i la policia marroquina ha atacat moltes vegades la seva llar.

## Primers anys
El Sàhara Occidental va ser una colònia espanyola fins a 1975 com l'última província colonial a Àfrica. Va esclatar una guerra entre aquests països i el moviment nacional dels sahrauís, el Front Polisario, que va proclamar la República Àrab Sahrauí Democràtica (RASD) amb un govern exiliat a Tinduf, Algèria. Mauritània es va retirar el 1979 i el Marroc finalment va aconseguir el control de facto de la major part del territori, incloent-hi totes les principals ciutats i recursos naturals.
Amidane va anar a l'escola primària a la seva ciutat natal d'El Aaiún, on tots els professors eren marroquins. Va denunciar que els estudiants sahrauís eren discriminats a l'escola, ja que eren reconeguts per la seva llengua materna, àrab hassania. Elkouria va haver de viatjar al Marroc per fer estudis superior, perquè no hi ha universitats al Sàhara Occidental.

## Implicació en la defensa dels drets humans

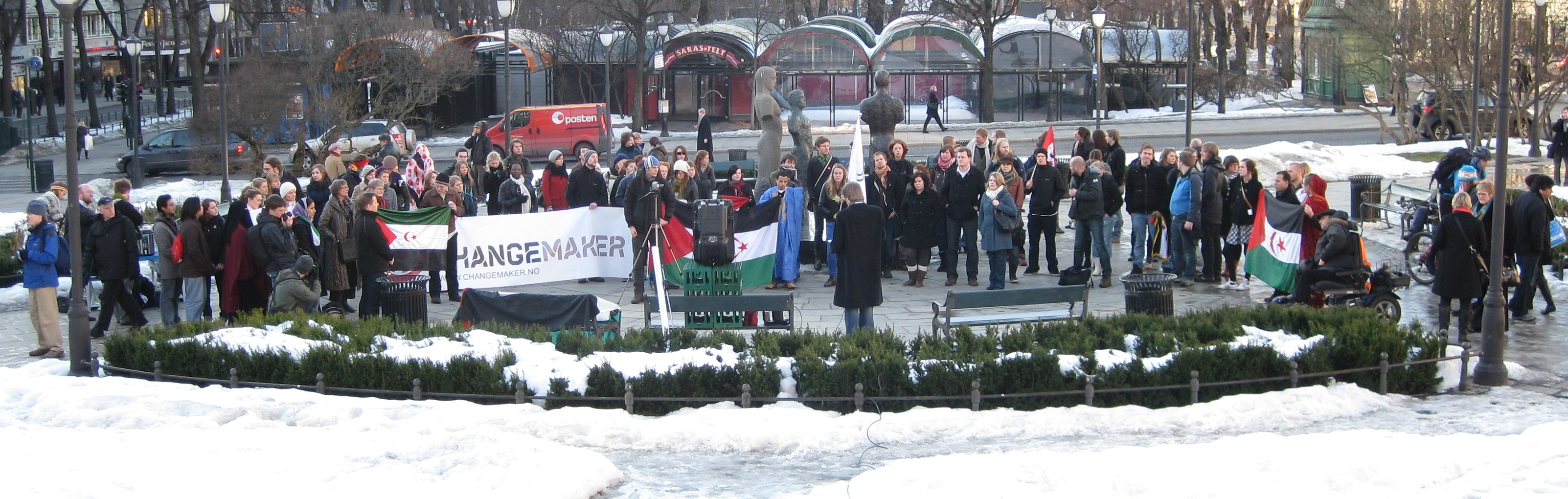
Manifestació en suport de Rabab Amidane, premiada amb el Premi Estudiantil de la pau de l'any 2009, fora del parlament noruec, Oslo, 11 de març de 2009

El 2005, l'esclat de la Intifada de la Independència, el seu germà menor El Wali Amidane, va ser arrestat per la policia marroquina juntament amb desenes de defensors dels drets humans. Les penes eren de fins a un any de presó. El 2006 El Wali Amidane va ser arrestat novament i va ser sentenciat a 5 anys de presó. Tant Amidane com la seva família han estat empresonats i torturats pel seu activisme polític. Informa freqüentment l'abús i la debilitat dels membres de la família Amidane i la incursió de la policia marroquina a la seva llar.
Del 20 de juliol al 6 d'agost de 2007, quan tenia 22 anys, havia viatjat a Noruega i a Suècia amb estudiants de diferents universitats, narrant les lluites del Sàhara Occidental. Es va reunir amb Truls Wickholm, un parlamentari de Suècia i diversos líders de Joventuts Laboristes. Va conèixer l'Associació Noruega d'Estudiants de 200.000 membres, que van expressar el seu fort suport per la seva causa. La majoria de les organitzacions van enviar una carta signada al Govern del Marroc per ajudar a protegir els drets dels estudiants sahrauís.
Amidane vol contar al món el maltractament marroquí del poble sahrauí. Amb l'ajuda d'organitzacions internacionals de drets humans, va difondre vídeos i fotografies que documentaven les violacions marroquines dels drets humans a la població sahrauí, que havien estat utilitzades per ONG com Amnistia Internacional. El 4 de febrer de 2009, Elkouria Amidane va ser guardonada amb el Premi Estudiantil de la Pau pel seu treball pels drets humans i el poble sahrauí.
El 21 d'octubre de 2011, Elkouria Amidane va ser guardonada amb el Premi Democràcia Ordfront al parlament suec.